# Ezequiel Rodrìguez
Ezequiel Rodrìguez est un acteur qui est né le 11 avril 1977 à Buenos Aires (Argentine). Il est surtout connu pour avoir tenu le rôle de Pablo dans la série Violetta. Il a tenu le rôle de Ricardo dans la série Soy Luna.